# Motore molecolare
Un motore molecolare è una macromolecola (solitamente proteica) in grado di convertire energia chimica (normalmente presente in forma di ATP) in forza meccanica e movimento.
Molti organismi viventi hanno diversi tipi di motori molecolari specializzati per diversi scopi, come ad esempio la divisione cellulare (in cui è coinvolta l'actina), il movimento cellulare (i componenti del flagello) o il movimento di organelli interni (la chinesina).